# Henning Fode
Henning Fode (født 28. januar 1948) har siden 2007 været Dronningens kabinetssekretær.
Fra 1995 til 2007 var han rigsadvokat.